# Дужи-Дул
Дужи-Дул (пол. Duży Dół) — село в Польщі, у гміні Груєць Груєцького повіту Мазовецького воєводства.
Населення — 155 осіб (2011).
У 1975-1998 роках село належало до Радомського воєводства.

## Демографія
Демографічна структура станом на 31 березня 2011 року:
|          | Загалом | Допрацездатний вік | Працездатний вік | Постпрацездатний вік |
| -------- | ------- | ------------------ | ---------------- | -------------------- |
| Чоловіки | 81      | 18                 | 58               | 5                    |
| Жінки    | 74      | 20                 | 43               | 11                   |
| Разом    | 155     | 38                 | 101              | 16                   |